# Omar Daf
Omar Daf (Dakar, Senegal, 12 de febrero de 1977) es un exfutbolista y entrenador senegalés. Se desempeñó como defensa y lateral, su último club como jugador fue el FC Sochaux de Francia. También posee pasaporte francés. Actualmente dirige al Amiens SC de la Ligue 2 de Francia.

## Clubes

### Como jugador
| Club              | País    | Año        |
| ----------------- | ------- | ---------- |
| KVC Westerlo      | Bélgica | 1995-1996  |
| Évian TG          | Francia | 1996-1997  |
| FC Sochaux        | Francia | 1997-2009  |
| Stade Brestois 29 | Francia | 2009 -2012 |
| FC Sochaux        | Francia | 2012-2013  |

### Como entrenador
| Club                  | País    | Año       |
| --------------------- | ------- | --------- |
| FC Sochaux (interino) | Francia | 2013      |
| FC Sochaux (interino) | Francia | 2015      |
| FC Sochaux            | Francia | 2018-2022 |
| Dijon FCO             | Francia | 2022-2023 |
| Amiens SC             | Francia | 2023 -    |